# Olympische Sommerspiele 2004/Teilnehmer (Osttimor)
| Gelbes Symbol für Goldmedaillen mit stilisierten Olympischen Ringen | Graues Symbol für Silbermedaillen mit stilisierten Olympischen Ringen | Braundes Symbol für Bronzemedaillen mit stilisierten Olympischen Ringen |
| ------------------------------------------------------------------- | --------------------------------------------------------------------- | ----------------------------------------------------------------------- |
| —                                                                   | —                                                                     | —                                                                       |

Osttimor nahm bei den Olympischen Sommerspielen 2004 in Athen zum ersten Mal an Olympischen Sommerspielen teil. Zuvor hatten bereits osttimoresische Sportler bei den Olympischen Sommerspielen 2000 in Sydney als unabhängige Olympiateilnehmer teilgenommen. Die Delegation umfasste zwei Athleten und vier Funktionäre. Fahnenträger bei der Eröffnungsfeier war Agueda Amaral.

## Teilnehmer nach Sportart

### Leichtathletik
- Frauen: Agueda Amaral (Marathon): Amaral kam nach 3:18:25 h als Vorletzte auf Platz 65 ins Ziel.
- Männer: Gil da Cruz Trindade (Marathon): Trinidade war nach fünf Kilometer zwei Minuten von den Führenden entfernt, musste aber zwischen dem 20-Kilometer-Checkpoint und der Hälfte der Strecke aufgeben. Zu diesem Zeitpunkt war er auf den letzten Platz zurückgefallen, zwölf Minuten hinter dem nächsten Läufer.[1]